# Mon Trésor
Mon Trésor was een koffieplantage in Suriname. In het Surinaams werd zij ook wel Pikontu of Pisotou genoemd, naar de eerste planter, Pichot. Mon Trésor was gelegen aan de linkeroever van de Beneden-Commewijne, tussen de voormalige plantages Nijd en Spijt en Welgelegen. 
In 1744 kocht Cornelis Leever grond aan de beneden-Commewijne. Hij was in 1730 naar Suriname gekomen en had de functie van eerste commies voor de slavenhandel in dienst van de West-Indische Compagnie. Zijn grond werd daarna samengevoegd met het benedenstrooms gelegen land van Mattheus Freher tot een gezamenlijke plantage genaamd l’Union. Maar al in 1749 werd deze weer in gelijke parten tussen de beide eigenaren verdeeld. Leever hernoemde zijn deel -heel toepasselijk- De Gescheurde Unie. In 1756 koopt Samuel Paulus Pichot de plantagegrond en geeft haar de naam Mon Trésor. Pichot was ook oprichter van de plantages Zorg en Hoop aan de overzijde van de rivier en van Patientie aan de Cottica.
In 1770 was op Mon Trésor 500 akkers in cultuur gebracht - ongeveer 215 hectare. In 1819 was het plantageoppervlak reeds tweemaal zo groot en die grootte zou het ook behouden. 
Aanvankelijk werd alleen koffie verbouwd, later ook cacao. In 1879 kocht de Nederlandsche Handel-Maatschappij (NHM) de plantage. De Maatschappij startte direct proeven met het verbouwen van Liberia-koffie en cacao, maar dezen stelden teleur. Wegens aanhoudend verlies werd de plantage in 1885 weer verkocht. Bij de verkoop wordt gesproken van een 'cacao-, banannen- en koffieplantage'. Later - mogelijk vanaf 1907- werd ook rubber geproduceerd. De plantage heeft op dat moment 60 a 70 onder contract werkende immigranten in dienst. In 1922 bedroeg de cacaoproductie van Mon Trésor 71 balen van 100 kilogram. In 1928 produceerde de plantage nog volop koffie, maar geen cacao meer.. Wanneer het in 1936 verkocht wordt is nog sprake van 428 hectare aan koffieplantage.
Paramaribo kent een Mon Tresorweg, die herinnert aan de plantage.

## Eigenaren
Achtereenvolgende eigenaren van Mon Trésor zijn geweest:
- 1770: Samuel Paulus Pichot
- 1819: Erven Klint
- 1827: Boedel W.J. Klint
- 1828: Het fonds van Faesch
- 1834: J. Moyet, qq.
- 1836: D.G. Ney
- 1863: De weduwe Isaac Bromet, geboren Rebecca David Sanches
- 1879: Nederlandsche Handel-Maatschappij
- 1911: A. Knottenfeld
- 20e eeuw: N.V. Cultuurmaatschappij De Nieuwe Grond

## Achternamen
Bij de emancipatie van 1863 zijn de volgende achternamen geboekstaafd: 
- Artist
- Chelius
- Eenzaam
- Hagenow
- IJverig
- Melkweg
- Poolster
- Senictus
- Stram
- Stroef
- Vliet
- Vlug
- Zuinig

A la bonne heure · Anna's Zorg · Akkerboom · Alliance · Alkmaar · Andresa · Auka · Andreesgift · Bantaskine · Barbados · Batavia · Beekenhorst · Belladrum · Bellevue · Belwaarde · Beninenburg · Berg en Dal · Bergen op Zoom · Berlijn (Commewijne) · Berlijn (Para) · Bethlehem · Boksweide · Boston · Botany Bay · Boxel · Bronswijk · Brouwerslust · Bruinendaal · Bucklebury · Buitenrust · Burnside · Cadrosspark · Caledonia · Campenburg · Cannewapibo · Catharina Sophia · Clevia  · Cliffort-Kokshoven · Clyde · Concordia · Concordia en een Kwart Lot · Courcabo · De Dageraad · De Goede Vriendschap · De Resolutie · De Vier Hendrikken · Diamond · Dijkveld · Domburg · Dordrecht · Eendragt · Elisabeth's Hoop · Ellen · L'Espérance (Nickerierivier) · L'Espérance (Surinamerivier) · Esthersrust · Fairfield · Fortuin · Flora · Florentia · Frederiksburg · Frederiksdorp · Frederikslust · Geertruidenberg · Geyersvlijt · Glensander · Gloria · Groot Chatillon · Groot Marseille · Guadeloupe · Hague · Hamburg · Hamilton · Hamptoncourt · Hannover · Hazard · Hebron · Hecht en Sterk · Hooyland · Hope · Houttuin · Huntly · Huwelijkszorg · Inverness · Jagtlust · Jodensavanne · Johan & Margaretha · Johanna Catharina · Johanna Maria · Johannesburg · John · Katwijk · Kent · Kerkshoven · Killenstein · Klein Bellevue · Kleinhoop · Krappahoek · Kroonenburg · Kwatta · La Jalousie · La Prosperité · La Rencontre · La Ressource (Saramacca) · La Ressource (Surinamerivier) · La Singularité · Laarwijk · Leasowes · Leliëndaal · Leonsberg · Livorno · Longmay · Lunenburg · Lust en Rust · Lustrijk · Maasstroom · Margarethenburg · Maria Petronella · Mariënbosch · Mariënburg · Margaretha's Gift · Mary's Hope · Meerzorg · Merveille · Moed en Kommer · Mon Bijou · Mon Souci · Mon Trésor · Monnikendam · Mopentibo · Morgenster · Moy · Nieuw Mocha · Nieuwzorg · Nieuwe Aanleg · De Nieuwe Grond · Nijd en Spijt · Novar · Nursery · Nut en Schadelijk · Onoribo · Onverwacht · Oranibo · Ornamibo · Overbrug · Overtoom 
· Oxford · Palestina · Paradise · Persévérance · Petersburg · Picardië · Peperpot · Pieterszorg · Plaisance · Poelwijk · Potosie · Purmerend · Reijnsdorp · Reijnsfort · Rijnberk · Roosenburg · Rorac · Rust en Werk · Rustenburg · Saltzhalen · Sans Souci · Saphir · Sarah · Sardam · Schaapstede · Schoonoord · Sinabo en Gelre · Sint Barbara · Sint Eustatius · Slootwijk · Sorgvliet · Spieringshoek · Standvastigheid · Suidwijn · Suzanna's Daal · Toevlugt (Surinamerivier) · Tout Lui Faut · Toledo · Totness · Tyronne · 't Vertrouwen · Victoria · Vierkinderen · Visserszorg · Voorburg · Voorzorg (Saramacca) · Vossenburg · Vredenburg · Vriendsbeleid en Ouderzorg · Vreeland · Waltonhall · Waldijk · Waterloo · Wederzorg · Welbedacht · Welgelegen (Commewijne) · Welgelegen (Coronie) · Welgevallen · Weltevreden · Wolffs Capoerica · Wolfenbüttel · 't Ylant · Zoelen · Zorg en Hoop (hout) · Zorg en Hoop (indigo) · Zorg en Hoop (katoen) · Zorg en Hoop (suiker)